# Шляхова Олександра Миколаївна
Шляхова Олександра Миколаївна (? 1923 р. — 7 жовтня 1944 р.) — жінка-снайпер під час радянсько-німецької війни.

## Біографія
Народилась Олександра в м. Запоріжжя у 1923 році, в родині паровозного машиніста. Мала сестру Любов (у шлюбі — Балясна) і брата Василя. Олександра після закінчення школи працювала на заводі.
На початку війни виїхала з родиною на Урал. Батько приїхав на Урал у 1942 році, і Олександра відразу пішла добровольцем на фронт. Її направили навчатися в Центральну жіночу школу снайперів, що була відкрита навесні 1942 року в с. Вешняки Московської області, поблизу садиби-музею «Кусково». Олександра прибула до школи у грудні 1942 року, яку закінчила в липні 1943 року. Навчалася на відмінно, мала високі результати зі стрільби, за що від імені ЦК ВЛКСМ їй при випуску зі школи вручили снайперську рушницю з монограмою: «За відмінну стрільбу товаришу Олександрі Шляховій від ЦК ВЛКСМ».
Бойовий шлях Олександри пройшов через запасний полк під Великими Луками та Калінінський фронт (21 гвардійська Невельська стрілкова дивізія).
На 12 серпня 1943 року єфрейтор Шляхова мала на особистому рахунку 6 вбитих німців.
1 грудня 1943 року отримала поранення. Всього снайпер Шляхова знищила 69 солдатів та офіцерів противника.
4 жовтня 1944 року Олександра написала останній лист матері:
«…Мамочка, ты пишешь, чтобы я помогла вам отыскать Василия. Меня не меньше, чем вас, это беспокоит. Но это не так просто. Вы должны понять, что у нас ведь не было ни одной его полевой почты. Я даже не могу себе представить, на какой фронт он уехал. Но постараюсь обязательно разыскать.
Милые мои, я вас очень и очень прошу не расстраиваться. Ведь вы же прекрасно знаете, что не одни ваши дети на фронте, а таких очень много. Война. А война без потерь не бывает. И победа без боя не достаётся. Если не погибнут ваши кровные, так погибнут такие же, как и ваши…
Пишите ! Жду ! Латвия, 4.10.1944 г.»
Загинула Олександра 7 жовтня 1944 року, похована в місті Добеле. Її снайперська рушниця з монограмою ЦК ВЛКСМ зберігається в Центральному музеї Збройних Сил СРСР (Москва).
Запорізький поет Володимир Захаров у 1955 році написав поему «Саша», в якій уславив подвиг жінки-снайпера Олександри Шляхової.

## Нагороди
- два ордени Червоної Зірки — 5 грудня 1943 р., 31 січня 1945 (посмертно).
- медаль «За відвагу» — 26 січня 1944 року. -